# كياثون صغير الأوراق
كياثون صغير الأوراق (الاسم العلمي:Cyathea microphylla) هو نوع من النباتات يتبع جنس الكياثون من الفصيلة الكياثونية.